# Polygala conferta
Polygala conferta är en jungfrulinsväxtart som beskrevs av Alfred William Bennett. Polygala conferta ingår i släktet jungfrulinssläktet, och familjen jungfrulinsväxter. Inga underarter finns listade i Catalogue of Life.